# خافيير ماروتو
خافيير إغناسيو ماروتو أرانزابال (بالإسبانية: Javier Ignacio Maroto Aranzabal)‏ هو سياسي إسباني يشغل منصب سيناتور في مجلس الشيوخ الإسباني عن قشتالة وليون منذ 24 يوليو 2019 ومنصب المتحدث باسم «المجموعة الشعبية» في مجلس الشيوخ منذ 30 يوليو.
شغل ماروتو منصب رئيس بلدية فيتوريا-غاستيز بين عامي 2011 إلى 2015 وهي عاصمة منطقة إقليم الباسك ومقاطعة ألافا وشغل في الوقت نفسه منصب عضو في برلمان إقليم الباسك. كما انتخب في عام 2016 عضوا في مجلس النواب الإسباني حتى عام 2019.

## سيرة شخصية
ولد ماروتو في فيتوريا-غاستيز، منطقة إقليم الباسك في 6 يناير 1972.
أنهى دراسته في مدرسة سان فياتور في فيتوريا جاستيز، ودرس بعدها الاقتصاد وإدارة الأعمال في جامعة ديوستو وحصل على درجة الماجستير في الإدارة العامة والإدارة من كلية إدارة الأعمال في معهد الدراسات التجارية العليا (بالإنجليزية: IESE Bussiness School)‏. وهو سياسي من الحزب الشعبي في إقليم الباسك.
شارك في انتخابات رئاسة بلدية فيتوريا-غاستيز في عام 1999. بعد أن كان عضوًا في الأجيال الجديدة من ألافا وشغل بعد فوز حزب الشعب في فيتوريا منصب نائب رئيس البلدية والمستشار المالي لحزب الشعب من 1999 إلى 2007. شغل أيضا في فترتي ولايته تحت قيادة العمدة ألفونسو ألونسو منصب المتحدث الرسمي باسم الحكومة ورئيس الشركة البلدية «غيلسا» حيث كان مسؤولاً أثناء ذلك عن إدارة الأراضي الصناعية في فيتوريا والمستشار المسؤول عن التقنيات الناشئة.
أصبح ماروتو في عام 2008 المتحدث باسم حزب الشعب في فيتوريا وعمل في مجلس إدارة الشركة البلدية وايديننغ 21 (بالإنجليزية: Widening 21)‏، التي كانت مسؤولة عن التوسع الحضري في منطقتي سالبوروا وثابالانغا الجديدتين في فيتوريا. كان أيضًا أمينًا للحزب الشعبي في ألافا، وأحد أعضاء الحزب القلائل الذين انتقدوا علنًا موقف الحزب من زواج المثليين. صرح ماروتو في مقابلة مع «راديو فيتوريا» في 5 نوفمبر 2010 بأنه «سيكون من الخطأ إلغاء قانون زواج المثليين».
قدم ماروتو في 23 يونيو 2010 ترشيحه لمنصب رئيس بلدية فيتوريا لعام 2011. وفاز في الانتخابات في 22 مايو 2011 وحصل على 9 مقاعد وأُعلِن كرئيس بلدية في 11 يونيو 2011.
حصل الحزب الشعبي في 24 مايو 2015 على أكبر عدد من الأصوات وفاز ب9 مقاعد في الانتخابات المحلية 2015. ولكن ٱعلن في 13 يونيو 2015 عن انتخاب خوركا أورتاران من الحزب القومي الباسكي كرئيس بلدية بعد حصوله على أصوات أعضاء المجلس البلدي من حزب «أوسكال هيريا بيلدو» وحزب سوماندو-هيمن غودي و«حزب إيرابازي».
تم تعيينه في 18 يونيو 2015 كوكيل سكرتير إقليمي لحزب الشعب من قبل رئيس الوزراء الإسباني ماريانو راخوي ليصبح عضوًا في المجلس الوطني لحزب الشعب.
خسر مقعده في مجلس النواب الإسباني في الانتخابات العامة الإسبانية لأبريل 2019 لكن المجلس التشريعي في قشتالة وليون عينه سيناتورًا في مجلس الشيوخ الإسباني في 24 يوليو 2019.

## الحياة الخاصة
ماروتو مثلي الجنس علنا، أعلن في يونيو 2015 خطوبته من شريك حياته خوسيه مانويل «خوزيما» رودريغيز (بالإسبانية: José Manuel "Josema" Rodríguez)‏. وأقيم حفل الزفاف في 18 سبتمبر 2015 في قاعة مدينة فيتوريا. اكتسب حفل الزفاف أهمية سياسية عندما أُعلن أن رئيس الوزراء الإسباني ماريانو راخوي الذي طعن في القانون الذي قنّن زواج المثليين في إسبانيا عندما كان زعيمًا للمعارضة سيحضر حفل الزواج المثلي كضيف.

## الجوائز
أعطى ماروتو الكلمة في 29 نوفمبر 2012 لرئيس بلدية مدينة نانت الفرنسية باتريك ريمبرت خلال حفل توزيع جائزة العاصمة الخضراء الأوروبية التي تنتقل من مدينة موقعة على العهد إلى أخرى. كانت فيتوريا-غاستيز هي العاصمة الخضراء لأوروبا في عام 2012 وكانت نانت العاصمة الخضراء لأوروبا في عام 2013.